# Díode de buit
El díode de buit va ser el primer tipus ideat de vàlvula termoiònica. Va ser inventat en 1904 per l'enginyer elèctric britànic John Ambrose Fleming. Es tracta d'un tub de vidre tancat al buit, contenint dos elèctrodes (conductors en contacte amb el buit, medi a través de què es tanca un circuit). Un és el càtode (un filament que es manté incandescent, fet d'un material capaç d'emetre electrons tèrmicament), i l'altre és l'ànode (que es manté a temperatura ambient, amb un potencial positiu respecte al càtode). Els elèctrodes es connecten a una font de diferència de potencial elèctric, de manera que els electrons emesos per efecte termoiònic pel càtode s'acceleren cap a l'ànode sota l'acció del camp elèctric formant a la regió buida un corrent d'electrons.
Es tracta d'una forma primitiva de component electrònic semiconductor, ja que el corrent generat a través del buit és d'un sol sentit: poden passar electrons des del càtode (el filament calent) cap a l'ànode, però mai a l'inrevés.

## Història

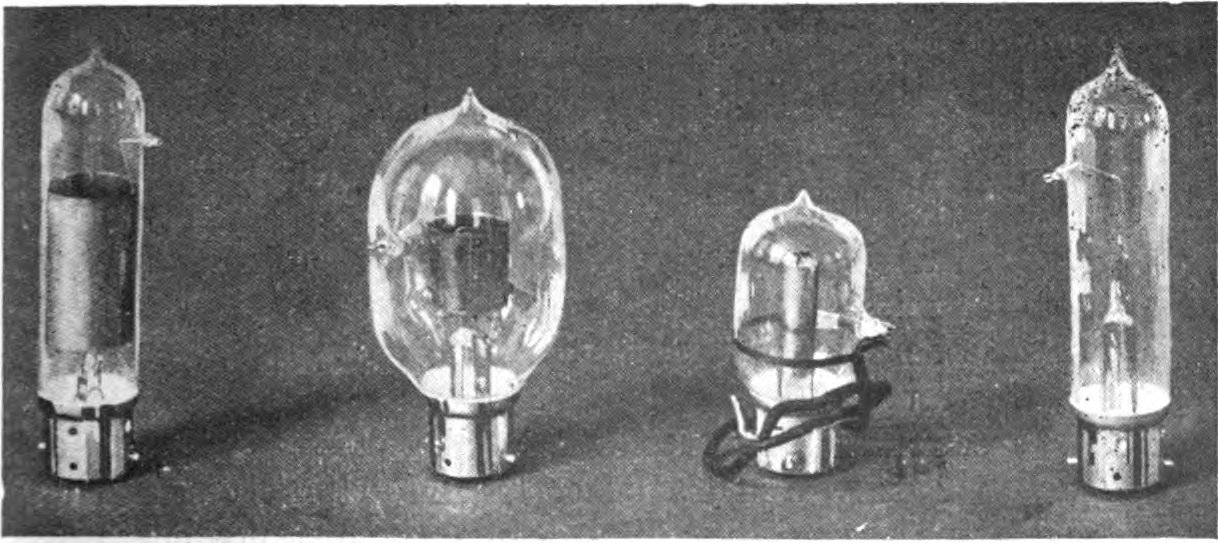
Alguns dels primers díodes dissenyats per Fleming que foren comercialitzats

El díode de buit va ser el primer avanç cap a les vàlvules elèctriques, quan John Ambrose Fleming, En el marc de la investigació sobre un sistema de detecció de les ones hertzianes, va descobrir en 1904 que en col·locar dins d'una bombeta incandescent un elèctrode mica allunyat del filament s'establia un corrent entre el filament i aquest elèctrode. Aquest detector d’ones de ràdio té molt bona acollida en un moment en què el radioconductor, també anomenat coherer, inventat per Édouard Branly era pràcticament l’única solució per a la detecció d’aquestes ones. És una aplicació directa de l’ efecte Edison descobert el 1880. El físic William Eccles  li dona el nom de díode a aquest dispositiu.

## Característiques

Diagrama de l'funcionament del díode de buit

El filament de la làmpada incandescent al principi també feia la funció de càtode. A aquestes vàlvules se les denomina d'escalfament directe. Fleming el que va fer va ser afegir un elèctrode, un ànode. En fer circular un corrent en el filament o càtode, aquest càtode allibera electrons que són atrapats per l'ànode.
El funcionament d'aquest dispositiu està basat en l'efecte Edison, i de fet, el mateix Thomas Edison va ser qui va observar cap al 1883 l'emissió termoiònica en col·locar una làmina (ànode) dins d'una bombeta. Quan es polaritzava positivament la làmina metàl·lica que fa al filament, es produïa un petit corrent entre el filament i la làmina. Aquest fet es produeix perquè els electrons dels àtoms del filament, en rebre una gran quantitat d'energia en forma de calor, escapaven de l'atracció del nucli (emissió termoiònica), travessant l'espai buit dins de la bombeta en ésser atrets per la polaritat positiva de la làmina.

## El tríode i posteriors evolucions
Dos anys després de la invenció del díode de buit, el físic nord-americà Lee De Forest li va agregar una reixeta per regular la tensió entre ànode i càtode, inventant el tríode, el primer dispositiu amplificador de la història. Més tard se li va afegir un elèctrode més, trucant a aquesta nova vàlvula tètrode, per finalitzar al pèntode de cinc elèctrodes. Els últims dos són els que es poden trobar més freqüentment en circuits elèctrics.

## Galeria

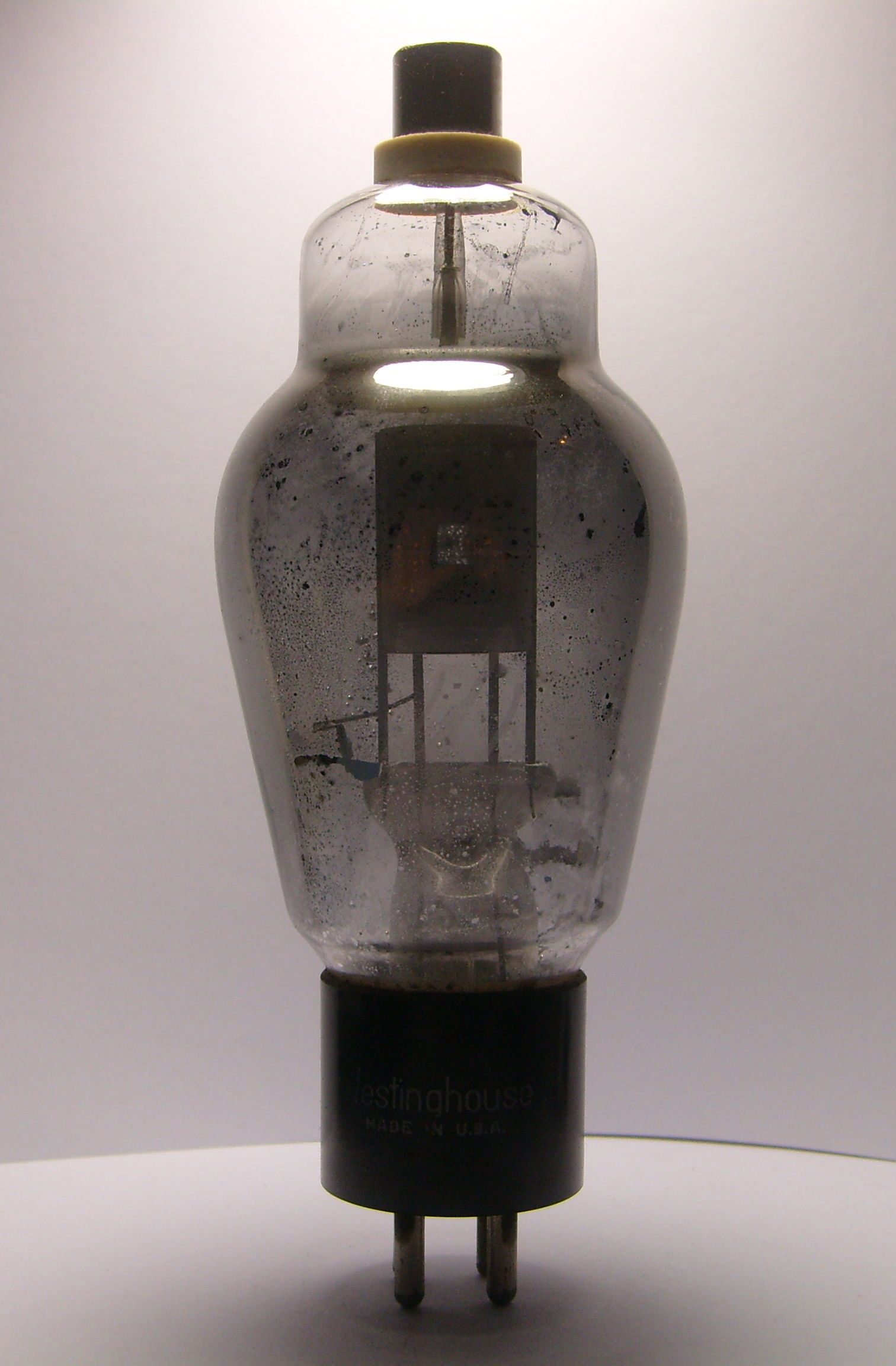
Díode rectificador de vapor de mercuri.
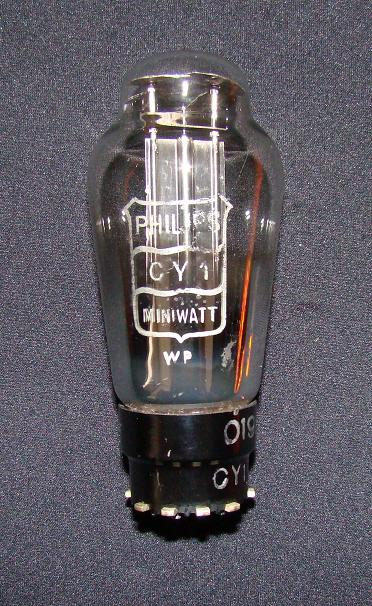
Díode rectificador de buit.
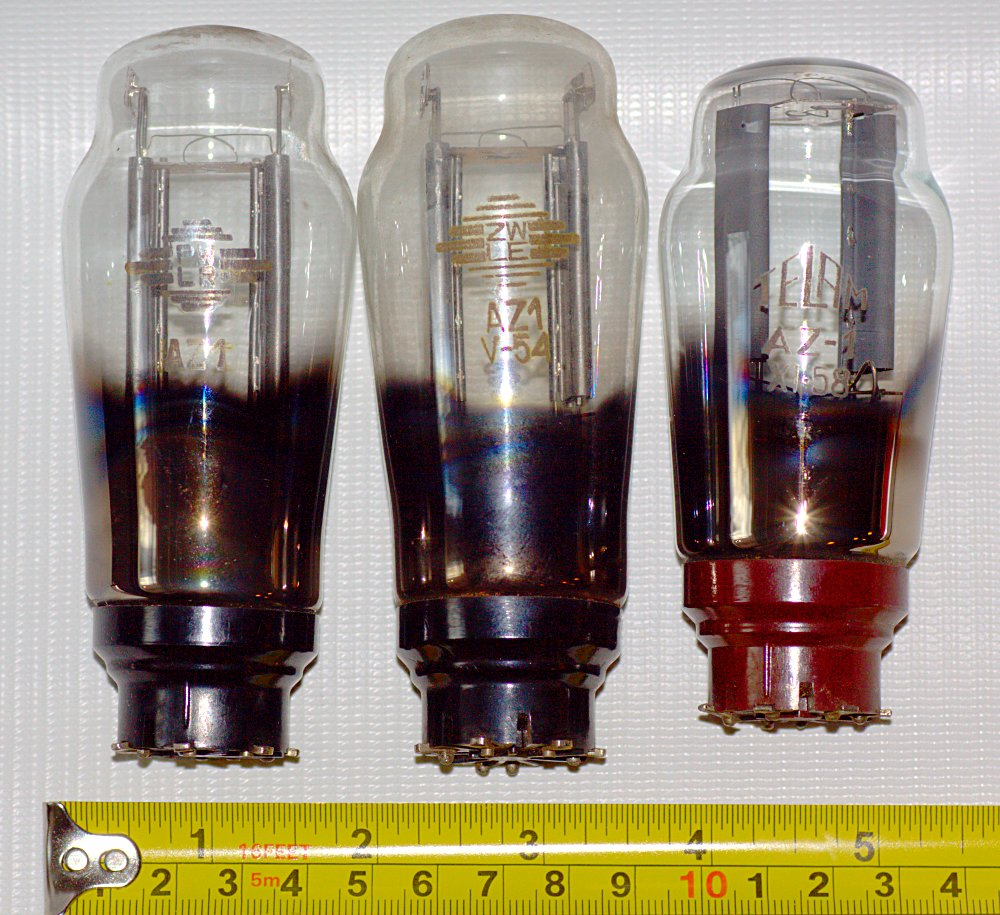
Doble díodes.
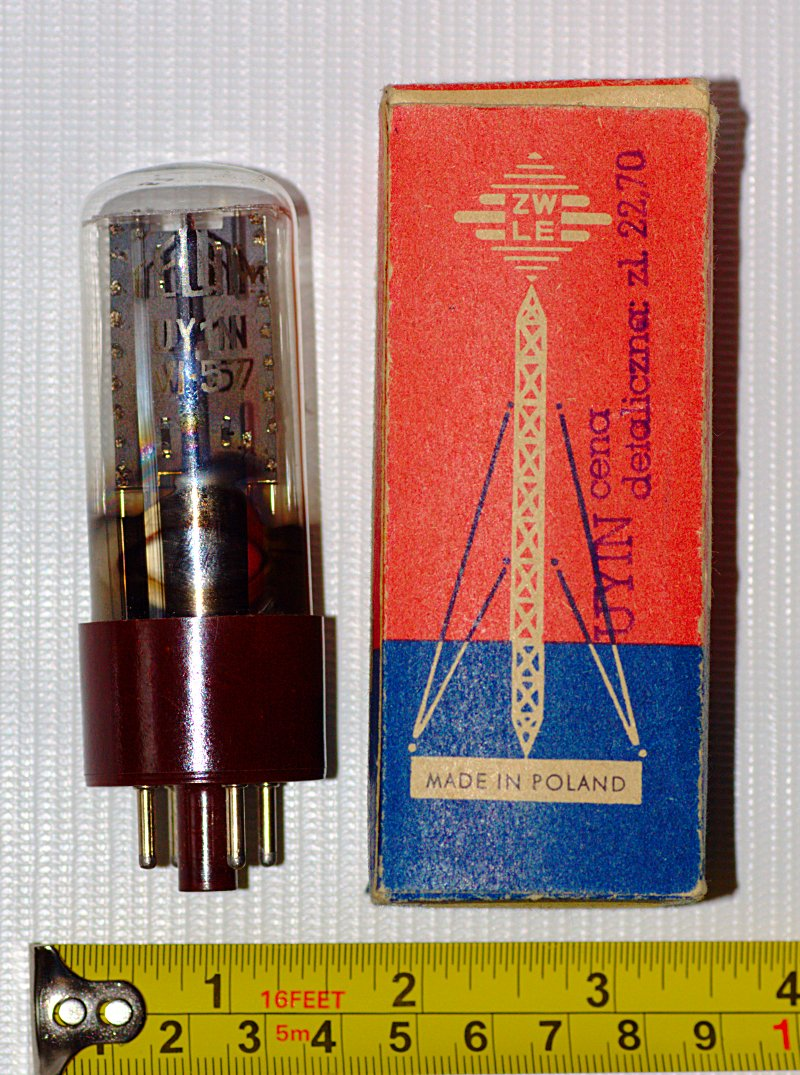
Tub rectificador de buit.